# Atanyproctus afghanus
Atanyproctus afghanus är en skalbaggsart som beskrevs av Rudolph Petrovitz 1968. Atanyproctus afghanus ingår i släktet Atanyproctus och familjen Melolonthidae. Inga underarter finns listade.